# Plectobela zanclotoma
Plectobela zanclotoma là một loài bướm đêm thuộc họ Oecophoridae. Nó được tìm thấy ở Úc.
Sải cánh dài 30–35 mm.

## Hình ảnh

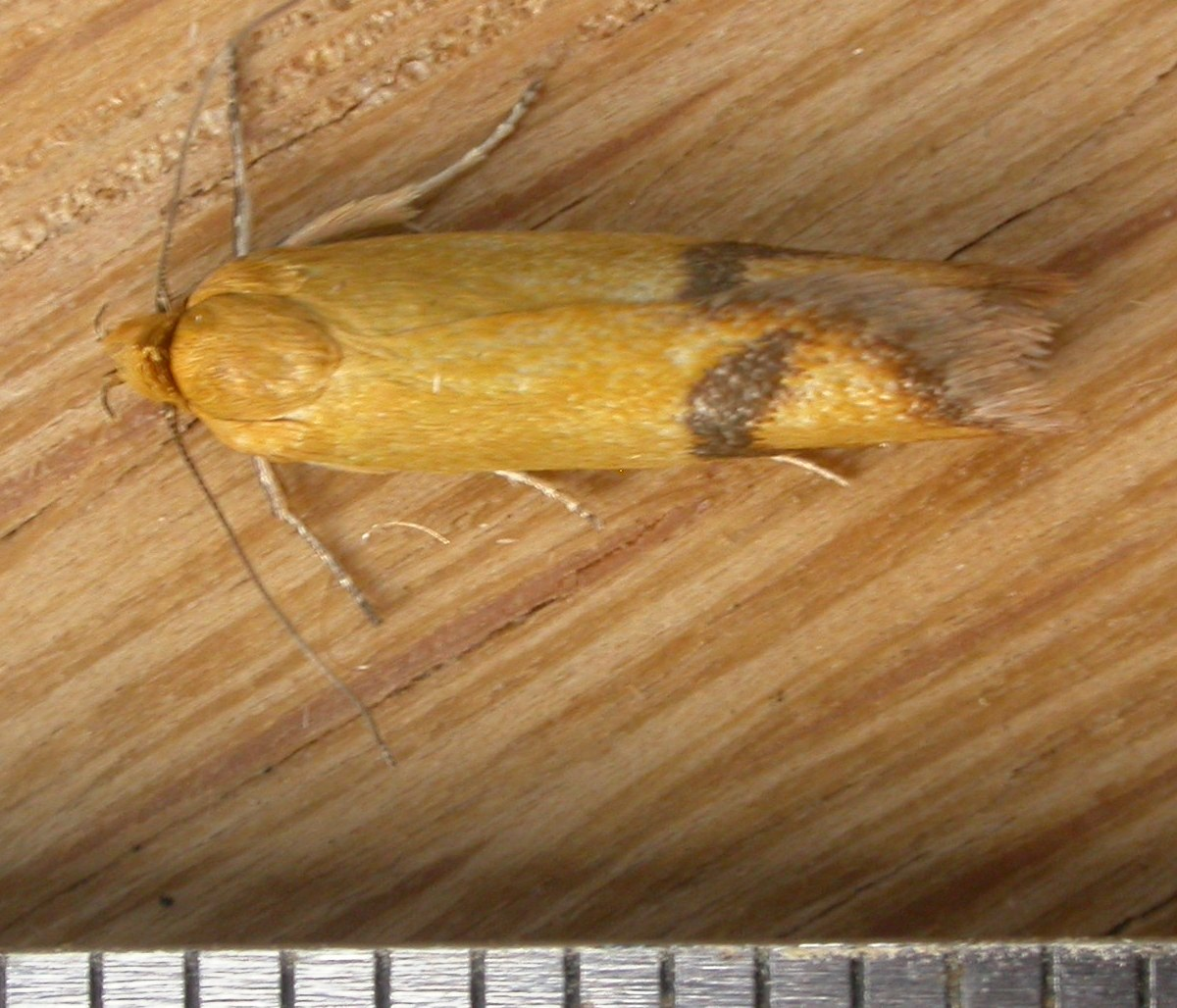